# تاندورف
تاندورف (به آلمانی: Thandorf) یک شهر در آلمان است که در نوردوست‌مکلنبورگ واقع شده‌است. تاندورف ۱۸۰ نفر جمعیت دارد.